# Ávra (Évros)
Ávra (grec moderne : Αύρα) est une localité située dans le dème d'Alexandroúpoli, du district régional d'Évros, dans la periphérie de Macédoine-Orientale-et-Thrace, en Grèce.
Selon le recensement de 2021, le village compte 96 habitants.